# Sans-culottes

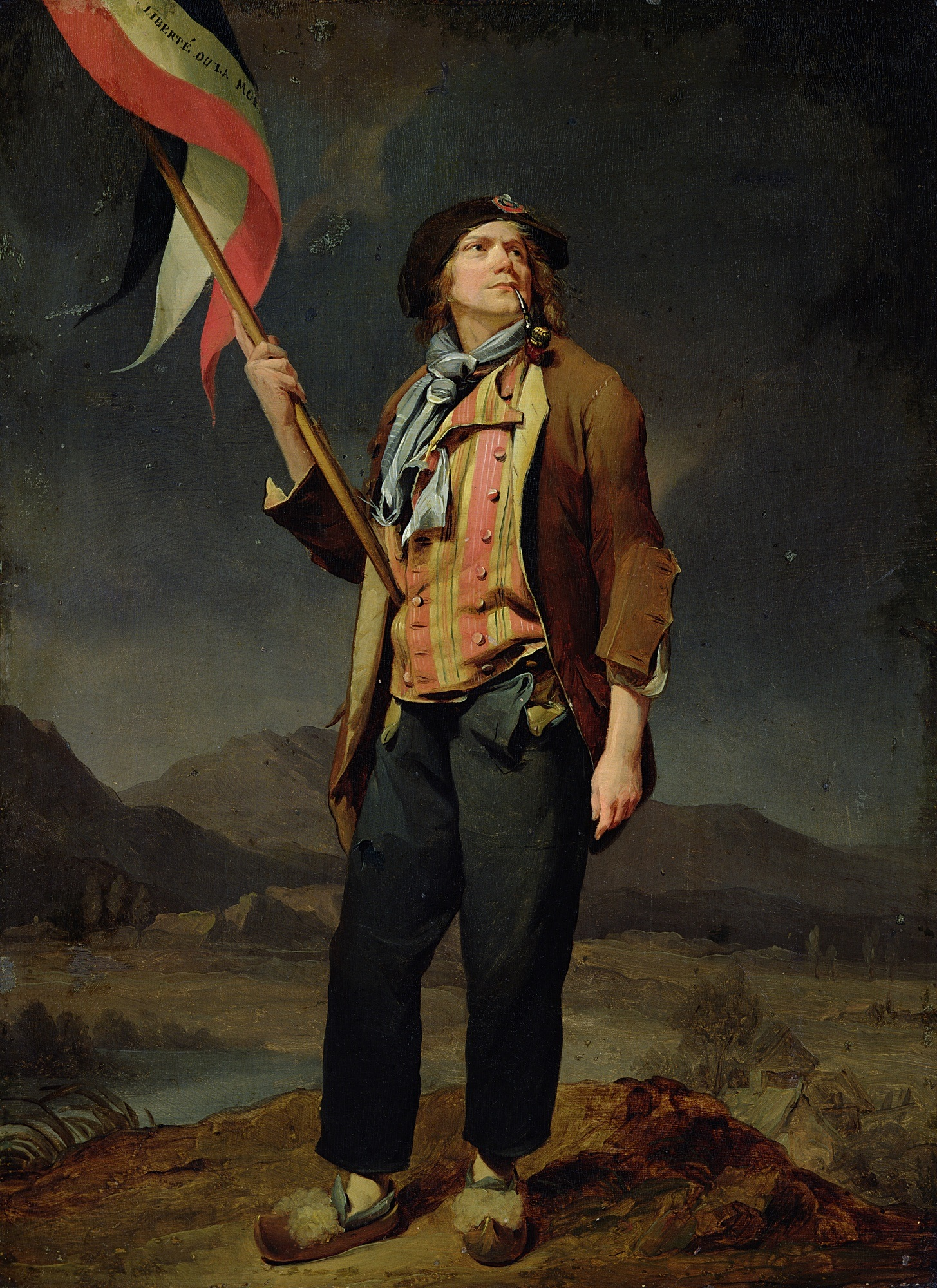
Típico sans-culotte. Cuadro de Louis Léopold Boilly (c. 1792)

La expresión sans-culottes significa literalmente «sin culote», en referencia a la prenda de vestir de los sectores sociales más acomodados de la Francia del siglo XVIII, mientras que muchos miembros del Tercer Estado, los sectores menos acomodados de la sociedad (no privilegiados), llevaban pantalones largos. Eran los partisanos de las izquierdas revolucionarias en 1789, miembros de las clases sociales bajas; típicamente eran quienes realizaban labores manuales como artesanos, obreros y campesinos. Constituyeron la mayor parte del ejército revolucionario durante el inicio de la Revolución francesa.
Bajo este mote, usado al principio de forma despectiva y exhibido posteriormente por ellos mismos con orgullo, se incluía a un grupo heterogéneo de personas: trabajadores independientes, pequeños comerciantes y artesanos (carpinteros, sastres, agricultores, etcétera). Este grupo excluía a la burguesía acomodada dado que el término era sinónimo de «desarrapados» y se aplicaba a las clases sociales populares de la Francia de este período. Esto no evitó que se alinearan con los sectores más revolucionarios de la burguesía, como fueron los jacobinos, hebertistas y enragés.
De aspecto desaliñado, los sans-culottes se distinguían por su forma de vestir: pantalones de paño a rayas (los calzones cortos eran propios de los ricos), una chaqueta suelta llamada carmañola (los acomodados lucían levita a la francesa o frac a la inglesa) y el gorro frigio símbolo de la libertad; también es un emblema la pica en la mano, que recuerda al Pueblo en armas. Otra cosa que les diferenciaba era su forma de hablar mediante el tuteo igualitario, al contrario del rígido protocolo clasista de tratar de «vos» o «Señor». En su mayor parte eran artesanos y tenderos, aunque también hubiese asalariados y algunos campesinos.
Fueron un conjunto de asociaciones cuya actividad fue determinante en varios acontecimientos de la Revolución francesa y las sucesivas guerras revolucionarias francesas hasta 1794 y protagonizaron la toma de la Bastilla en 1789, el asalto al palacio de las Tullerías de 1792 y la ley del máximo general. Tal fue la presión que ejercieron sobre los diputados a la hora de votar sobre la condena a muerte de Luis XVI que resultó decisiva para que el monarca acabase en la guillotina. En la Revolución francesa, los sans-culottes fueron los militantes radicales de la clase baja, gente común que no formaban parte de la burguesía, aristocracia o familia real. Jugaron un papel muy importante en el inicio de la Revolución francesa. Eran mayoritariamente trabajadores urbanos, y a pesar de que no estaban bien equipados, eran los que formaban el grueso del ejército revolucionario durante los primeros años de la Revolución francesa.
Diversos motivos causaron diversas protestas sociales y una nueva insurrección fue reprimida con gran dureza por el ejército; estos eventos son conocidos como las jornadas del Pradial, represión de las clases populares que siguió al golpe de Estado contra Robespierre. Los sans-culottes desaparecieron como fuerza pública. De ahora en adelante la burguesía pudo seguir sus tareas sin el incordio de los Sans Culottes que les habían ayudado a llegar al poder.

## Eventos
Durante la Revolución francesa se hizo una distinción entre ciudadanos activos y pasivos. Fueron considerados ciudadanos activos aquellos que eran letrados y sabían de leyes, además de tener un salario continuo, razones por las cuales tenían derecho a votar. Por el contrario, los ciudadanos pasivos eran analfabetos y no tenían conocimiento de leyes o del gobierno, no tenían trabajo y estaban bajo protección gubernamental, así que no tenían derecho al voto. 
El 27 de abril de 1791, Robespierre manifestó su oposición a la propuesta de reorganizar la Guardia Nacional y restringir su membresía a ciudadanos activos, en su mayoría propietarios de bienes. Robespierre exigía reconstruir el ejército sobre una base democrática que permitiera el ingreso a los ciudadanos pasivos. En su opinión, el ejército debía dejar de ser una amenaza a la Revolución y en cambio convertirse en instrumento de su defensa. A pesar de la intensa campaña de Robespierre, sin embargo, la idea de una milicia burguesa armada se promulgó de manera definitiva en la Asamblea el 28 de abril.
En respuesta, junto con otros jacobinos, Robespierre instó en su revista a la creación de un ejército revolucionario ("armée révolutionnaire") en París, compuesto por 20 000 hombres, con el objetivo de defender la "libertad" (la revolución), mantener el orden en las secciones (nombre que se le dio a las subdivisiones de París durante la revolución) y educar a los miembros en los principios democráticos, una idea que tomó de Jean-Jacques Rousseau y de Maquiavelo, y que según autores como Jean Jaures, consideraba más importante aún que el derecho mismo a la huelga. 
Tras el veto del rey en contra los esfuerzos de la Asamblea por formar una milicia de voluntarios, así como la readmisión de los ministros cercanos a Brissot y la represión al clero que no había jurado su lealtad a Francia, la monarquía se vio enfrentada a la fallida Jornada del 20 de junio de 1792. Sergent-Marceau y Panis, quienes comandaban la policía, pidieron a los Sans-culottes deponer las armas, bajo el argumento de que era ilegal hacer una petición en armas, si bien permitieron que marcharan al Palacio de las Tullerías. Los Sans-culottes invitaron a estos funcionarios a unirse a la marcha y marchar junto con ellos. Temprano en la mañana del 10 de agosto de 1792, 30 000 guardias nacionales federados y Sans-culottes militantes provenientes de las secciones lideraron una toma exitosa contra el Palacio las Tullerías, lo que según Robespierre, constituyó un triunfo para los ciudadanos "pasivos" (sin voto). Sulpice Huguenin, quien fuera líder de los sans-culottes en el suburbio de Faubourg Saint-Antoine, fue nombrado presidente provisional de la Comuna Insurgente.
Entre tanto, el diario radical Le Père Duchesne creado por Jacques-René Hébert, y que presentaba las francas opiniones de Père Duchesne, un ficticio fabricante de hornos de la clase trabajadora, se convirtió en vocero de los Sans-culottes. Hébert utilizó su diario para luchar por los Sans-culottes, criticando a los ricos, la falta de acciones del gobierno para detener la contrarrevolución y las "acciones dictatoriales" utilizadas para gobernar el país. También enfatizaba la idea de la descristianización de Francia, y pronto empezó a ser usado para criticar e incitar a la violencia en contra de otros partidos que contradecían las opiniones de Hébert, como los girondinos. La popularidad del diario entre los Sans-culottes fue probablemente la principal razón por la cual los hébertistas ganaron enorme poder.
En la primavera de 1793, después de la deserción del general Dumouriez, Robespierre instó a la creación de un "ejército de Sans-culottes" para eliminar a cualquier conspirador.
El 1 de mayo, las multitudes amenazaron con insurrección armada si no se adoptaban las medidas de emergencia exigidas [control de precios]. Los días 8 y 12 de mayo Robespierre insistió en el club jacobino en la necesidad de conformar un ejército revolucionario compuesto por Sans-culottes, pagados con un impuesto sobre los ricos, para derrotar a los aristócratas en Francia y en la Convención Nacional. Para Robespierre, toda plaza pública debía usarse para producir armas y picas. El 18 de mayo, Marguerite-Élie Guadet propuso examinar las "exacciones" y reemplazar a las autoridades municipales.
Mientras continuaban los disturbios, se creó la Comisión Extraordinaria de los Doce, una comisión de investigación de doce miembros, a cargo de hallar y enjuiciar conspiradores. La Comisión, que estaba en su mayoría compuesta por Girondinos, también tenía a su cargo investigar la anarquía en las comunas y las actividades de los Sans-culottes. El 24 de mayo la Comisión ordenó el arresto de Hébert por incitar a la violencia en contra de los girondinos. El arresto de Hébert generó una fuerte reacción entre los Sans-culottes que llevó a su liberación apenas tres días después. Los disturbios continuaron, sin embargo. El 28 de mayo, la Comuna de París aceptó la creación de un ejército de Sans-culottes para hacer cumplir las leyes revolucionarias. Animados por Hébert y por Jacques Roux, líder de los enragés, Sans-culottes de las secciones parisinas protestaron frente a la Convención. Demandantes provenientes de las secciones y de la Comuna aparecieron ante los miembros de la Convención alrededor de las cinco de la tarde del 31 de mayo. Exigían que se creara un ejército revolucionario doméstico, que se disolviera la Comisión Extraordinaria de los Doce, que el precio del pan se fijara en tres sous por libra, que los nobles que ocuparan un rango superior en el ejército fueran despedidos, que se crearan armerías para armar a los Sans-culottes, que se purgaran los departamentos de Estado, que los sospechosos fueran arrestados, que el derecho a votar provisionalmente se restringiera a los Sans-culottes solamente, y la creación de un fondo reservado para los familiares de quienes defendiesen el país y para ayudar a ancianos y enfermos. Al día siguiente, todo París estaba en armas. François Hanriot recibió la orden de marchar con su Guardia Nacional, para entonces formada mayoritariamente por Sans-culottes, desde el ayuntamiento hasta el Palacio Nacional. El 2 de junio de 1793, una gran fuerza de supuestamente 80 000 Sans-culottes y Guardias Nacionales liderados por Hanriot, rodeó la Convención con 160-172 armas. La Convención se vio forzada entonces a arrestar a 31 líderes girondinos, incluyendo a Jacques Pierre Brissot. 
El 4 de septiembre, los Sans-culottes invadieron nuevamente la Convención. Exigían medidas más duras contra el aumento de los precios y la creación de un sistema de terror para erradicar la contrarrevolución. Los Sans-culottes se interesaron particularmente en el ejército revolucionario. 
Luego se formó un ejército de Sans-culottes en París, para eliminar conspiradores, una fuerza compuesta por ciudadanos-soldados que podía ir al campo a supervisar la requisición del grano, y así evitar las maniobras de los "égoistes" ricos y entregarlos a la venganza de las leyes. Bertrand Barère expresó el apoyo del Comité de Seguridad Pública a las medidas buscadas por la asamblea, y presentó un decreto que se aprobó de inmediato, estableciendo una fuerza armada remunerada de 6000 hombres y 1000 artilleros diseñados para aplastar a los contrarrevolucionarios, para ejecutar donde fuese necesario las leyes revolucionarias y las medidas de seguridad pública decretadas por la Convención Nacional, y para proteger sus despachos, propósitos para los cuales se crearon doce tribunales itinerantes (con guillotinas movibles).
Tres meses después, el 4 de diciembre, se prohibieron los ejércitos revolucionarios departamentales (excepto en París) tras la propuesta de Jean-Lambert Tallien. Las secciones perdieron de esta manera todo derecho a controlar sus delegados y funcionarios.
El 4 de marzo de 1794 se escucharon rumores de levantamiento en el Club de los Cordeliers. Los hébertistas esperaban que la Convención Nacional expulsara a Robespierre y a sus partidarios montañeros. Los Sans-culottes no respondieron y Hanriot se negó a cooperar. El 13 de marzo, Hébert, la voz de los Sans-culottes, utilizó la última edición de Le Père Duchesne para criticar a Robespierre. El 18 de marzo, François Louis Bourdon atacó la Comuna y el ejército de Sans-culottes. Los líderes hébertistas como Ronsin, Vincent, Momoro, Cloots, y otros fueron arrestados bajo cargos de complicidad con potencias extranjeras (conspirar con William Pitt el Joven), etcétera, y guillotinados el 24 de marzo. (Hanriot fue denunciado por el Tribunal Revolucionario como cómplice de Hébert, pero al parecer fue protegido por Robespierre).
La violencia masiva de los Sans-culottes creó un impacto duradero durante el Reino del Terror, al aliarse más fácilmente con aquellos en el poder que prometían un cambio radical. Los Sans-culottes creían en una revuelta completa del gobierno, y pedían la ejecución de cualquiera que sus líderes consideraran corrupto. Así pues, los líderes de los diferentes partidos siempre buscaron su apoyo, que podía usarse como un arma política para deshacerse de sus enemigos. Su desesperado deseo de cambios inmediatos y su inclinación y capacidad para la violencia hicieron de los Sans-culottes un grupo necesario para que Robespierre implementara el Terror.
Sin embargo, en el período inmediatamente posterior a la caída de Robespierre y la Reacción de Termidor, los sans-culottes y otras facciones políticas de extrema izquierda fueron fuertemente perseguidos y reprimidos por grupos como la "juventud dorada".